# Ік (Юргамиський район)
Ік (рос. Ик) — присілок у складі Юргамиського району Курганської області, Росія. Входить до складу Островської сільської ради.
Населення — 48 осіб (2010, 75 у 2002).